# Onsala
Onsala ( kiejtés) városi körzet Kungsbacka község területén, Halland megyében, Svédországban, 12.275 lakossal (2015-ös adat). Onsala egyben a 14 km hosszú félsziget neve is Svédország nyugati, a Kattegat-szoros menti partján, 40 km-re délre Göteborgtól.

## Etimológia
A vikingek koráig nyúlik vissza a település elnevezése. Eredetileg Odinnak, a legfőbb istenségnek szentelt hely volt és a név az óészaki Odin's Sala torzulása. A név jelentése magyarul: Odin csarnoka

## Történelem
1000-körül a hely a vikingek fontos települése volt, ahol a legfőbb Odin istenség szentélye a mai templom helyén állt. Onsala eredendően tengerész település, híres hajótulajdonosokkal és hajóépítő műhelyekkel. Itt született és élt a Lasse-ként ismert hajóskapitányuk, Lars Gathenhielm(en) XVII. és XVIII. század fordulóján. A svéd király engedélyével folytatott kalózkodást a svéd kereskedelmi hajók védelmében, főként dán hajók ellen. Az "üzletet" halála után özvegye is folytatta. A templom harangtornya alatti kriptában vannak mindketten eltemetve, szarkofágjukra - a láb felőli oldalon - a jellegzetes kalózlobogót (Jolly Roger) vésték.
A XX. század nagy részében népszerű üdülőhelynek is számított. A 20-as, 30-as években még autóversenyeket is rendeztek a környező utakon. Az 50-es és 60-as években gombamód megszaporodtak a nyaralóépületek a területen. Amikor a 70-es években elkészült a Göteborgba vezető autópálya, a nyári lakok kezdtek egész évben lakottá válni. Később Onsala más területei is fejlődésnek indultak és ma már Gottskär halászfalu is a városi körzet része. Gottskär ma már vitorlásversenyeiről is ismert.
A lakosság ma 12-14 ezer főt számlál a sűrűn lakott keleti parton és főként családi-házas beépítettség a jellemző.

## Népesség alakulása
| Lakosok száma | 6352 | 6893 | 11 375 | 11 951 | 12 275 | 12 363 | 12 460 | 12 446 | 12 415 | 12 486 |
|               | 1995 | 2000 | 2005   | 2010   | 2015   | 2017   | 2018   | 2019   | 2020   | 2023   |

## Nevezetességek
- Onsala Világűr Obszervatórium(en) és svéd állami rádióteleszkóp állomás.[4]
- Templom és parókia, mely a XVII. században épült középkori alapokra. Belső kialakítása barokk stílusjegyeket mutat és freskókkal szépen díszített.[5]
- Az AMORC Skandináv Nagypáholy székhelye a Rösan majorban.[6]